# 天女日本花介
天女日本花介（学名：Nipponocythere tianüae）为彎貝介科日本花介屬下的一个种。